# Richard Rothwell
Richard Rothwell, född 20 november 1800 i Athlone i County Westmeath, Irland, död 13 september 1868 i Rom, Italien, var en irländsk porträtt- och genremålare.

## Verk i urval

Mary Shelley (1840)
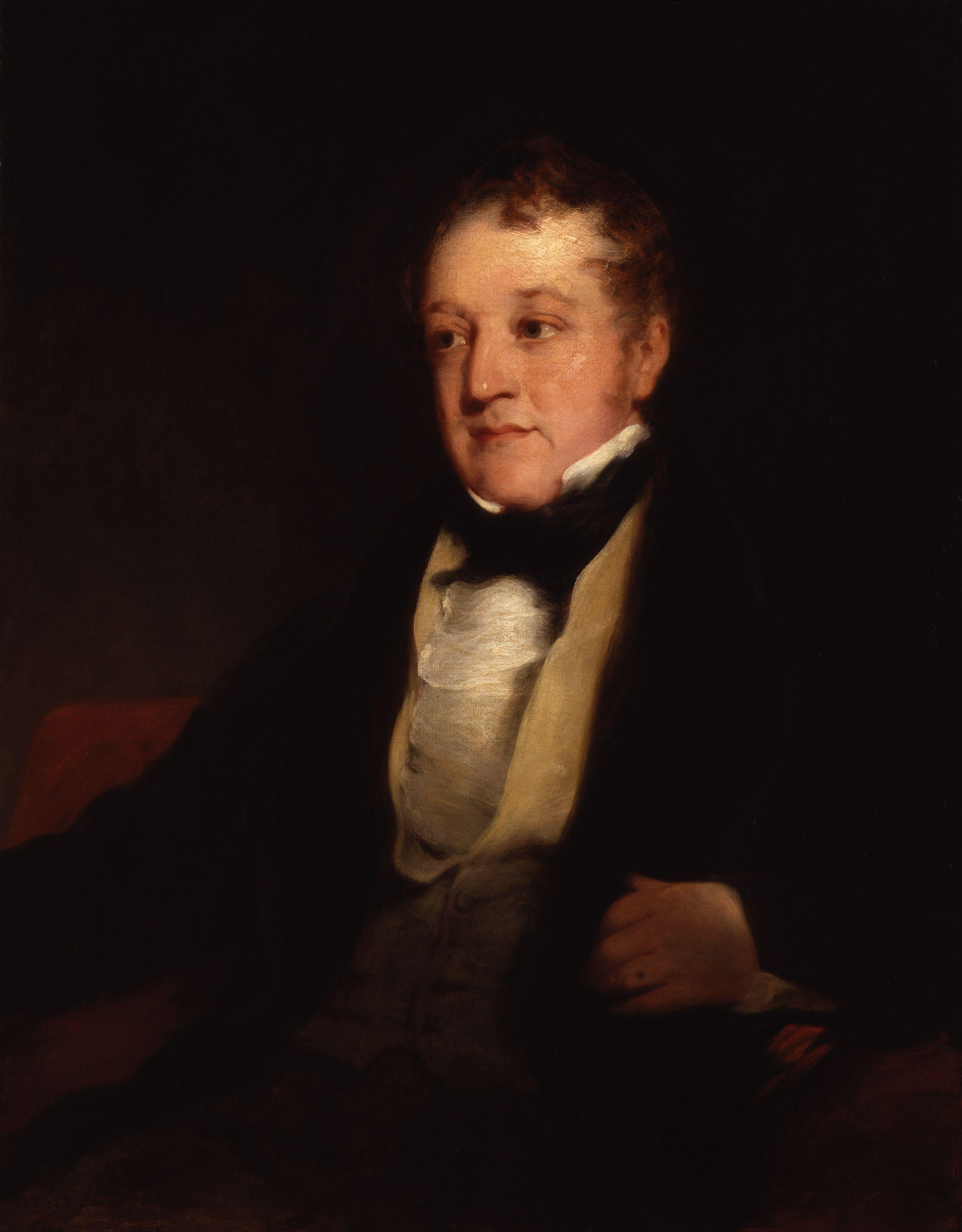
William Huskisson (1831)
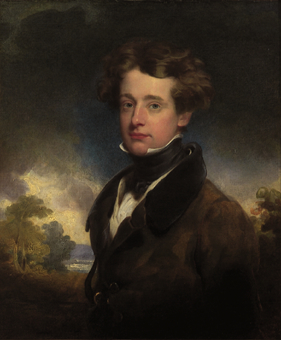
Porträtt av ung man